# Dulce et decorum est pro patria mori
«Dulce et decorum est pro patria mori» és una frase utilitzada a l'antiga Roma provinent de les Odes, un poema líric escrit per Horaci. La seva traducció al català seria: «Dolç i honorable és morir per la pàtria».
La frase ha tingut un ús comú en diferents circumstàncies al llarg de la història moderna. Es diu que va ser citada per Lord Lovat abans que l'any 1747 fos executat a Londres. Ha estat bastant esmentada amb relació al nacionalisme anglès durant el segle xix, particularment durant la Segona Guerra Bòer. El poeta de guerra Wilfred Owen la va usar de forma satírica en el seu poema titulat Dulce et Decorum Est que va ser escrit durant la Primera Guerra Mundial. Owen va morir en acció una setmana abans de la fi de la guerra a 1918.

## Ús en l'art i la literatura
- Probablement l'ús modern més comú de la frase es troba en el poema Dulce Et Decorum Est escrit pel poeta britànic Wilfred Owen durant la Primera Guerra Mundial. El poema d'Owen descriu un atac amb gas durant la Primera Guerra Mundial i va ser un de molts poemes i escrits antiguerra que no van ser publicats fins que la guerra va acabar. Al final del poema, es descriu la frase d'Horaci com "the old lie" o en català "la vella mentida".[1] Es creu que irònicament Owen va tenir la intenció de dedicar el poema a Jessie Pope, un escriptor famós que glorificava la mort i reclutava "dames" que desitjava per a "carregar i disparar" en poemes elementalment patriotics, com ara The Call.
- El dramaturg alemany Bertolt Brecht va titllar la frase de "Zweckpropaganda" (propaganda barata per donar suport a una causa) i assenyalà que "És molt més dolça i molt més honorable viure per la pàtria".[2]
- El títol de la història curta Dulcie and Decorum de l'escriptor Damon Knight és una presentació irònica de les tres primeres paraules de la frase; la història és sobre ordinadors que indueixen als humans a matar-se.
- La pel·lícula Johnny va agafar el fusell acaba amb aquesta frase, al costat de les estadístiques de baixes des de la Primera Guerra Mundial.
- A la pel·lícula All Quiet on the Western Front, un mestre cita la frase mentre dona la seva classe.
- Tim O'Brien cita la frase en el llibre If I Die in a Combat Zone, Box Me Up and Ship Me Home (Si moro en una zona de combat, fiqueu-me en una caixa i envieu-me a casa).
- René Goscinny fa servir la frase en el seu llibre de caricatures El combat dels caps, quan un superior romà castiga un dels seus legionaris.
- A la novel·la Gone with the Wind de Margaret Mitchell, la tomba dels germans Tarleton conté aquesta frase.
- Es considera que les últimes paraules atribuïdes a l'heroi nacional israelià Yosef Trumpeldor deriven de la frase d'Horaci.
- Regina Spektor té una cançó anomenada Dulce et decorum est pro patria mori.
- El grup estatunidenc 10,000 Maniacs la utilitza a la cançó The Latin One.
- El grup britànic Kasabian la utilitza al final del vídeo de la seva cançó Empire.

## Ús com a lema i en inscripcions
- A l'entrada frontal de l'Amfiteatre del Cementiri Nacional d'Arlington.
- En el segon monument del Cementiri Confederat del Parc Estatal de Point Lookout, així com en el Cementiri Confederat del Parc Nacional Camp de Batalla Manassas.
- En l'arc memorial a l'entrada de Secundaria Otago, a Dunedin, Nova Zelanda.
- A la Porta del Comte, a Santo Domingo, República Dominicana.

«Dulce et decorum est pro patria mori» és també el lema de les següents organitzacions:
- L'Acadèmia Militar de l'Armada Portuguesa.
- L'Escola Reial de Gramàtica de Newcastle upon Tyne, Anglaterra (lema oficial).
- La 103a Esquadra de Reconeixement de l'Armada Reial Holandesa.
- De la promoció 67 del Liceu Militar General Sant Martín, de l'Argentina.
- El 10/27 Regiment Reial Australià de la Infanteria Reial Australiana utilitza com a lema d'unitat la frase «Pro Patria», que deriva de la frase i significa "Per la pàtria".
- La frase «Pro Patria» és el lema del clan Higgins o O'Huigan.
- «Pro Patria» és també el lema de l'Armada de Sri Lanka.

El Museu Ulica Pomorska de Cracòvia, conté la inscripció Dulce et decorum est pro patria morum, a la cela número tres del sòtan de l'edifici Dom Śląsk o Casa de Silèsia, on s'ubica el museu i es conserven les cel. les que la Gestapo va utilitzar per a torturar presoners i arrestar-los. Van deixar escrits a les parets, que formen part de l'exhibició. Aquesta en llatí, s' ha utilitzat a la façana de l'edifici, on hi ha una placa commemorativa de les víctimes de la Gestapo durant la segona guerra mundial a Cracòvia.